# Piper longum
```

```

Индијски дуги бибер (Piper longum) тропска је скривеносеменица из рода Piper, односно из породице Piperaceae. Пореклом је из југоисточних делова Индије (Малабарска обала) и југоисточне Азије. У санскрту ова врста бибера се зове „пипали” (pippali), и на основу тог имена Карл Лине је одредио научну класификацију целог рода 1753. године.
У односу на данас најраширенију врсту бибер Piper nigrum (црни бибер) индијски дуги бибер се разликује превасходно у изгледу плода који је код ове врсте дугуљаст и чини га мноштво ситних зрнаца величине семена мака распоређених у ресе сличне онима код леске. У односу на црни бибер ова врста је знатно интензивније ароме и јачег укуса. Главни разлог опорости плодова је алкалоид пиперин, а за разлику од осталих врста индијски дуги бибер садржи органско једињење пиперлонгумин (хемијска формула C17195) ком се приписују антиканцерогена својства.
По облику плодова најслићнија му је врста Piper retrofractum (Јавански дуги бибер).

## Историја
У писаним изворима дуги бибер као биљка и лековити плод помињуе се у древним индијским текстовима о Ајурведи где је детаљно описан. У античкој Грчкој први пут се појавио вероватно током VI века пре нове ере где га је као медикамент описао Хипократ са Коса. Детаљан обис целе биљке први је дао Теофраст. Са друге стране Плиније Старији је веровао да су црни и дуги бибер плодови исте биљке. Све до открића Америке дуги бибер је био једна од најпознатијих и најпопуларнијих зачинских биљака у Европи, а потом га је по значају заменила чили папричица која захваљујући капсаицину има сличан љут укус, а далеко је лакша за узгој. 
Дуги бибер данас је готово занемарен у европским кухињама, а нешто ширу примену има у гастрономијама Индије, Индонезије, Малезије и Непала. 
- Осушени плодови
- Лист и плод
- Осушени корен дугог бибера − гантода